# Shelter 2
Pour les articles homonymes, voir Shelter 2.
Shelter 2 est un jeu vidéo de survie développé et édité par Might and Delight, sorti en 2015 sur Windows, Mac et Linux.
Il fait suite à Shelter et précède Shelter 3.

## Système de jeu
Shelter 2 reprend le principe du premier opus, une mère animale doit protéger ses petits durant un voyage. Cette fois-ci, le joueur incarne une maman lynx.

## Accueil
- GameSpot : 6/10[1]
- Jeuxvideo.com : 8/20[2]